# Мангуаль, Анхель
Анхель Луис Мангуаль Гильбе (исп. Ángel Luis Mangual Guilbe; 19 марта 1947, Хуана-Диас — 16 февраля 2021, Понсе) — пуэрто-риканский бейсболист, аутфилдер. Выступал в Главной лиге бейсбола с 1969 по 1976 год. Трёхкратный победитель Мировой серии в составе клуба «Окленд Атлетикс».

## Биография

### Начало карьеры
Анхель Мангуаль родился 19 марта 1947 года в городе Хуана-Диас на юге Пуэрто-Рико. Его семья была спортивной, бейсбол занимал важное место в её жизни. Его брат Пепе и кузен Коко Лабой также были профессиональными бейсболистами, играли в Главной лиге бейсбола.
В 1966 году 19-летний Мангуаль подписал профессиональный контракт с клубом «Питтсбург Пайрэтс». Карьеру он начал в составе команды «Клинтон Пайлотс», в 80 сыгранных матчах отбивая с показателем 22,8 % с четырьмя выбитыми хоум-ранами. Сезон 1967 года он провёл в составе «Роли Пайрэтс», сыграв 136 матчей. Эффективность игры Мангуаля выросла до 28,5 %, но он очень плохо действовал в защите, допустив 17 ошибок. К 1968 году он продвинулся в фарм-системе «Питтсбурга» до уровня AA-лиги, на котором играл за «Йорк Пайрэтс».
Прорыв в его карьере произошёл в 1969 году. Сыграв за «Йорк» 133 матча, Мангуаль стал лидером Восточной лиги по числу выбитых хоум-ранов и RBI, показатель отбивания составил 32,0 %. Его признали игроком года в лиге. После окончания чемпионата его перевели сначала на уровень AAA-лиги, а затем и в основной состав «Пайрэтс». Мангуаль дебютировал в Главной лиге бейсбола, сыграв в одной команде с кумиром своего детства Роберто Клементе.
В прессе начали писать о нём как о будущей звезде, и эти разговоры не пошли Мангуалю на пользу. Весной 1970 года он затягивал подписание нового контракта, оформив документы за день до начала предсезонных сборов. В команде он претендовал на место дублёра Мэтти Алу, стартового центрфилдера «Пайрэтс». После завершения подготовки Мангуаль был отправлен в команду AAA-лиги «Коламбус Джетс». В сезоне 1970 года он отбивал с эффективностью 28,1 % и выбил 20 хоум-ранов, но после его окончания был обменян в «Окленд Атлетикс».

### Окленд Атлетикс
Перед началом сезоне 1971 года о Мангуале говорили как о будущем «Атлетикс», но чемпионат он начал плохо. Весной появились слухи о возможном обмене. Результативность его атакующей игры начала расти в июне. Всего он сыграл 94 матча, больше всего среди запасных игроков Окленда, отбивая в них с показателем 28,6 %. В концовке сезона Мангуаль вошёл в число претендентов на награду лучшему новичку Американской лиги, но в голосовании занял третье место.
В 1972 году Мангуаль сыграл 51 игру в правом филде и 22 в центре. Ему удалось выбить всего 67 хитов, он заработал 19 ранов и не украл ни одной базы. Впечатление от неудачного в целом сезона улучшила победа в Мировой серии, где Мангуаль отличился победным ударом в четвёртой игре. В 1973 году его игра не улучшилась. Он отбивал с показателем 22,4 %, конфликтовал с рядом партнёров, отличался недисциплинированным поведением. Провалил Мангуаль и плей-офф. В играх Чемпионской серии против «Балтимора» его эффективность составила 11,1 %, в шести матчах Мировой серии он не выбил ни одного хита. В регулярном чемпионате 1974 года он сыграл всего 37 матчей. «Атлетикс» в третий раз подряд выиграли чемпионский титул, в финале Мангуаль появился на поле лишь однажды.

### Завершение карьеры
Терпение владельца команды Чарли Финли иссякло в 1975 году. В том сезоне Мангуаль сыграл в 62 матчах, отбивая с показателем 22,0 %. В сентябре, перед началом плей-офф, его вывели из расширенного состава, чтобы освободить место для Сесара Товара. В Главную лигу бейсбола ему вернуться не удалось. В 1976 году он провёл 42 игры в составе «Тусон Торос», затем играл в мексиканских клубах «Риелерос де Агуаскальентес» и «Поса-Рика Петролерос», пуэрто-риканской команде «Пуэрто-Рико Борикуас». Карьеру Мангуаль завершил в возрасте 32 лет.
О его дальнейшей судьбе информации мало. В 1997 году Мангуаль был арестован по обвинению в участии в торговле наркотиками, отбывал ли он тюремный срок — неизвестно. Его последнее публичное появление датировано 2013 годом, когда он и Коко Лабой участвовали в Дне Общества американских исследователей бейсбола в Музее спорта в городе Понсе.
Анхель Мангуаль скончался 16 февраля 2021 года в возрасте 73 лет.